# كهنغ (برزاوند)
کهنغ (بالفارسية: کهنگ) هي قرية تقع في إيران في قسم برزاوند الريفي. يقدر عدد سكانها بـ 511 نسمة بحسب إحصاء 2016.